# Victor Gomes
Victor Gomes, né le 15 décembre 1982 à Johannesbourg, est un arbitre sud-africain de football.

## Biographie
Il reçoit de nombreuses louanges en 2018 après qu'il est révélé qu'il a refusé un pot-de-vin de 30 000 $ destiné à arranger un match de la Coupe de la confédération entre le Plateau United Football Club et l'Union sportive de la médina d'Alger.

## Désignations majeures
Victor Gomes a participé comme arbitre dans les compétitions suivantes :
- Coupe d'Afrique des nations de football 2019
- Coupe d'Afrique des nations de football 2021 (dont la finale)
- Coupe du monde de football 2022[2],[3]